# Fachada de la Universidad de Valladolid

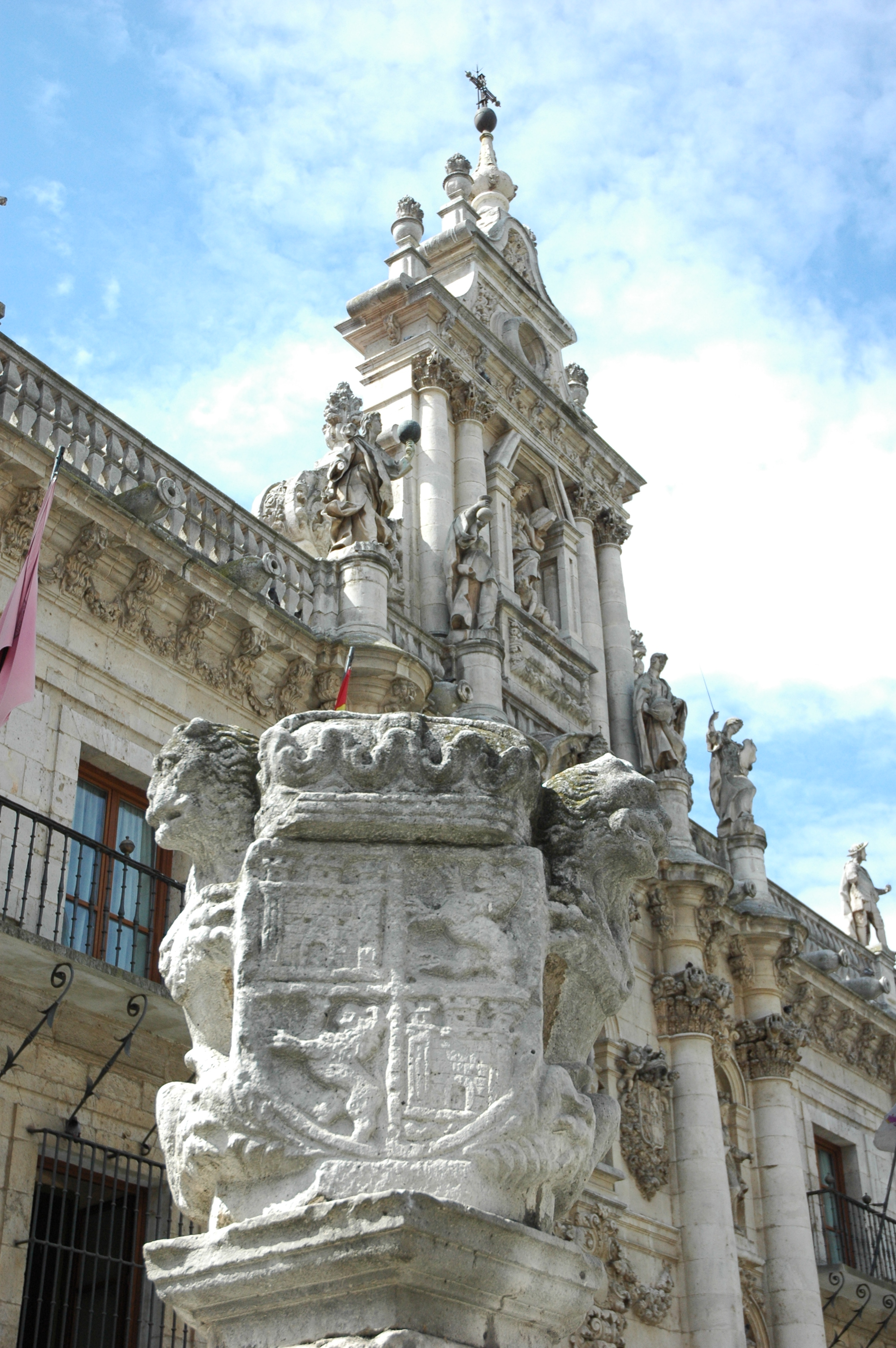
Fachada barroca del edificio de la Universidad, hoy Facultad de Derecho.

La fachada barroca de la Universidad de Valladolid (España) fue construida entre 1716-1718, bajo la dirección de los Padres del Convento del Carmen Descalzo, de Valladolid, siguiendo las trazas de Fray Pedro de la Visitación y que fue debida a la ampliación y reformas llevadas a cabo en el edificio de la Universidad al haberse quedado con poco espacio para sus necesidades.
En ella se encuentran distintos grupos escultóricos de calidad y que representan alegorías de las materias que se impartían en el edificio. Es de destacar el cuerpo central, organizado por cuatro columnas gigantes y rematado por una gran peineta. En la balaustrada se disponen cuatro esculturas que representan a los reyes que favorecieron a la Universidad vallisoletana.
Cuenta una vieja leyenda vallisoletana que aquel estudiante de derecho que cuente los leones de la fachada antes de acabar la carrera, no la acabará nunca.

## Historia

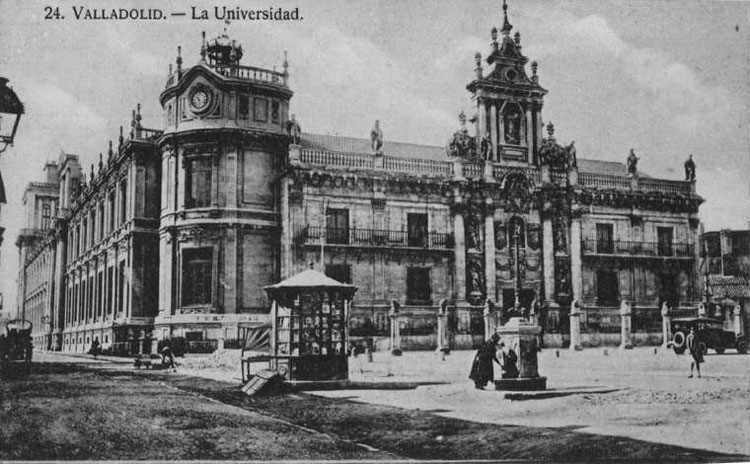
Imagen antigua de la (Facultad de Derecho), Aún puede observarse en la parte izquierda la antigua fachada de la Universidad de la calle Librería y la antigua campana del reloj que anunciaba los Grados.

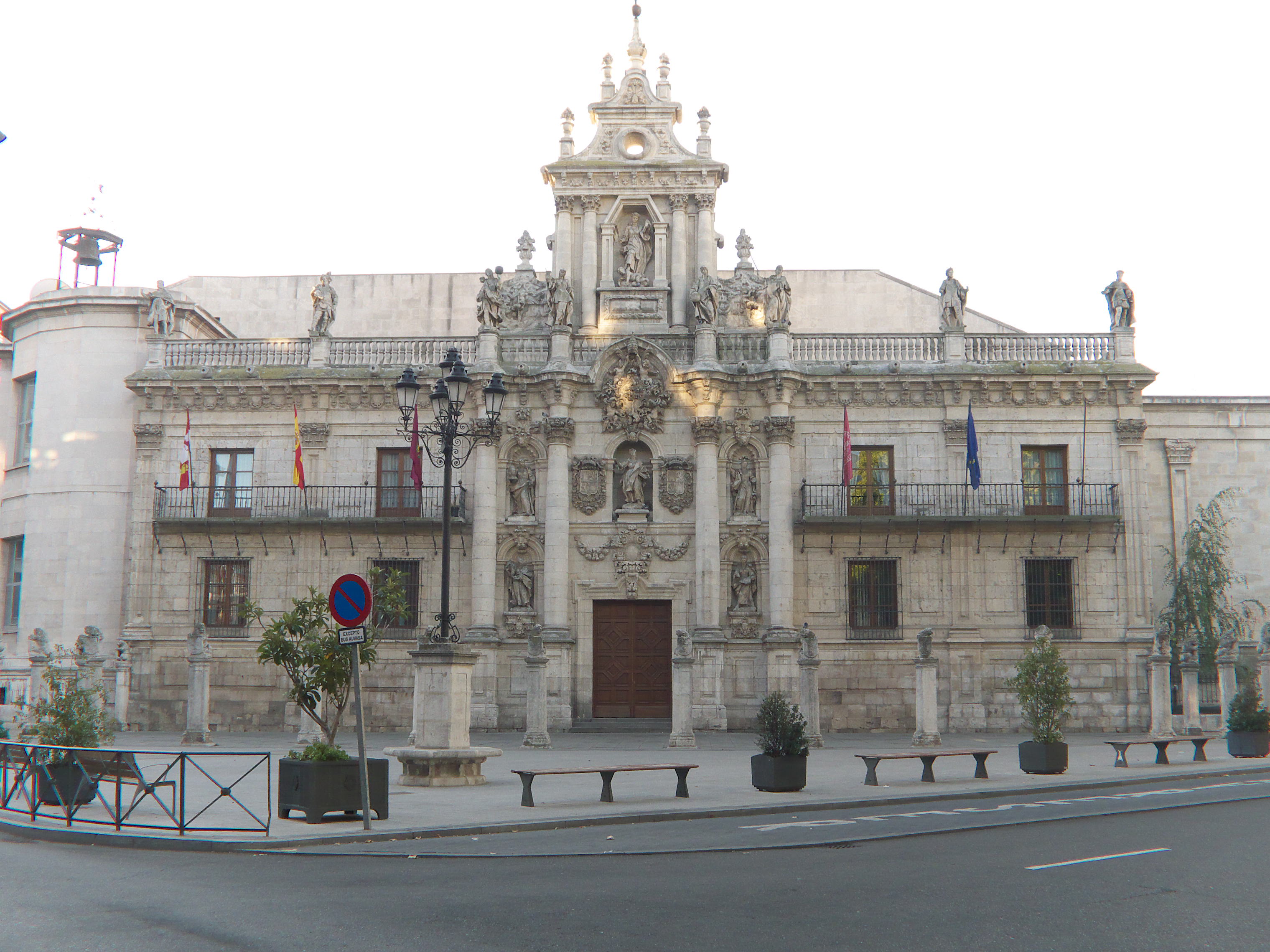
Fachada de la Universidad de Valladolid.

El primer edificio de la Universidad del que tenemos noticias de su entidad arquitectónica es el construido a finales del siglo XV, tras el traslado de la institución desde la Colegiata hasta su nuevo emplazamiento. Constaba de un claustro de cuatro lados, al que se abrían las aulas, y una capilla tardogótica de cierta magnitud. Al claustro se entraba por una portada, también tardogótica, que se abría a la calle Librería. A principios del siglo XVIII, este edificio resultaba insuficiente, por lo que se amplió con otro claustro cuadrangular, con cuatro galerías, al que se abrían varias aulas construidas en el mismo momento. Cerrando el conjunto a la plaza de Santa María (hoy plaza de la Universidad), se realizó una interesante fachada barroca proyectada por el carmelita Fray Pedro de la Visitación y que se construyó en 1715.
Este conjunto, formado por estos dos claustros, el del siglo XV y el del XVIII, sus aulas respectivas y otras edificaciones anexas, como la capilla o la torre del reloj -construida en el siglo XIX-, subsistió hasta 1909.
En 1909, y con gran polémica, se decidió derribar el antiguo edificio (incluyendo la portada del siglo XV que se abría a la calle Librería), para construir un nuevo edificio siguiendo líneas eclécticas y proyectado por el arquitecto Teodosio Torres. De este derribo sólo se salvó la fachada barroca de Fray Pedro de la Visitación y parece ser que la idea inicial contemplaba también su destrucción. El proyecto de Torres planteaba un edificio universitario con dos claustros, como el preexistente. Su organización se efectuaba mediante una caja de escalera situada entre ambos claustros y un gran vestíbulo que se abría a la calle Librería. La fachada del edificio universitario a esta calle se basaba en una nueva interpretación de la fachada barroca de Fray Pedro, pero utilizando elementos decorativos provenientes del plateresco, barroco, neoclasicismo y grandes huecos propios de la mentalidad higienística de la época. A un lado de la fachada se encontraba la torre del observatorio y al otro, la nueva torre del reloj que solucionaba la esquina entre la plaza de la universidad y la calle librería. El proyecto poseía algunos problemas no solucionados: se construía una grandiosa fachada representativa a una calle estrecha como era la de la librería, por lo que estaba ahogada, y la fachada barroca se encontraba incorporada al edificio de manera muy torpe. El edificio de Torres se incendió en abril de 1939 y al ser reparado se añadió la actual escalera principal, obra de Constantino Candeira e inaugurada en 1942. A esta escalera se accede desde la fachada barroca, con lo que esta queda más integrada en el edificio de Teodosio Torres.
Hacia 1965, el claustro del edificio de Torres más alejado de la fachada barroca fue demolido para edificar en su lugar un edificio de cinco plantas para dar cabida al número creciente de alumnos que estaban entrando en la Universidad en aquel momento. También entonces la fachada a la calle Librería fue reformada, eliminando toda la decoración historicista de 1909 y haciendo la fachada mucho más austera y abstracta.
En 1989 la fachada fue restaurada por cuenta de la Consejería de Cultura y Bienestar Social según el proyecto de Pío García Escudero Márquez. Esta restauración resultó ser de muy mala calidad siendo necesaria una restauración nueva en 2015.
En el año 2006 se llevó a cabo la restauración de la escalera de Constantino Candeira y del único claustro superviviente del edificio de Teodosio Torres.

## Descripción de la fachada barroca a la Plaza de la Universidad
Concebida en dos cuerpos, está realizada con piedra caliza de la vecina población de Campaspero, presenta un marcado carácter horizontal, contrastado por la articulación en vertical de pilastras corintias, entre las que se sitúan amplios ventanales, que en el segundo piso quedan precedidos por una balconada corrida de hierro, obra de Francisco Núñez.

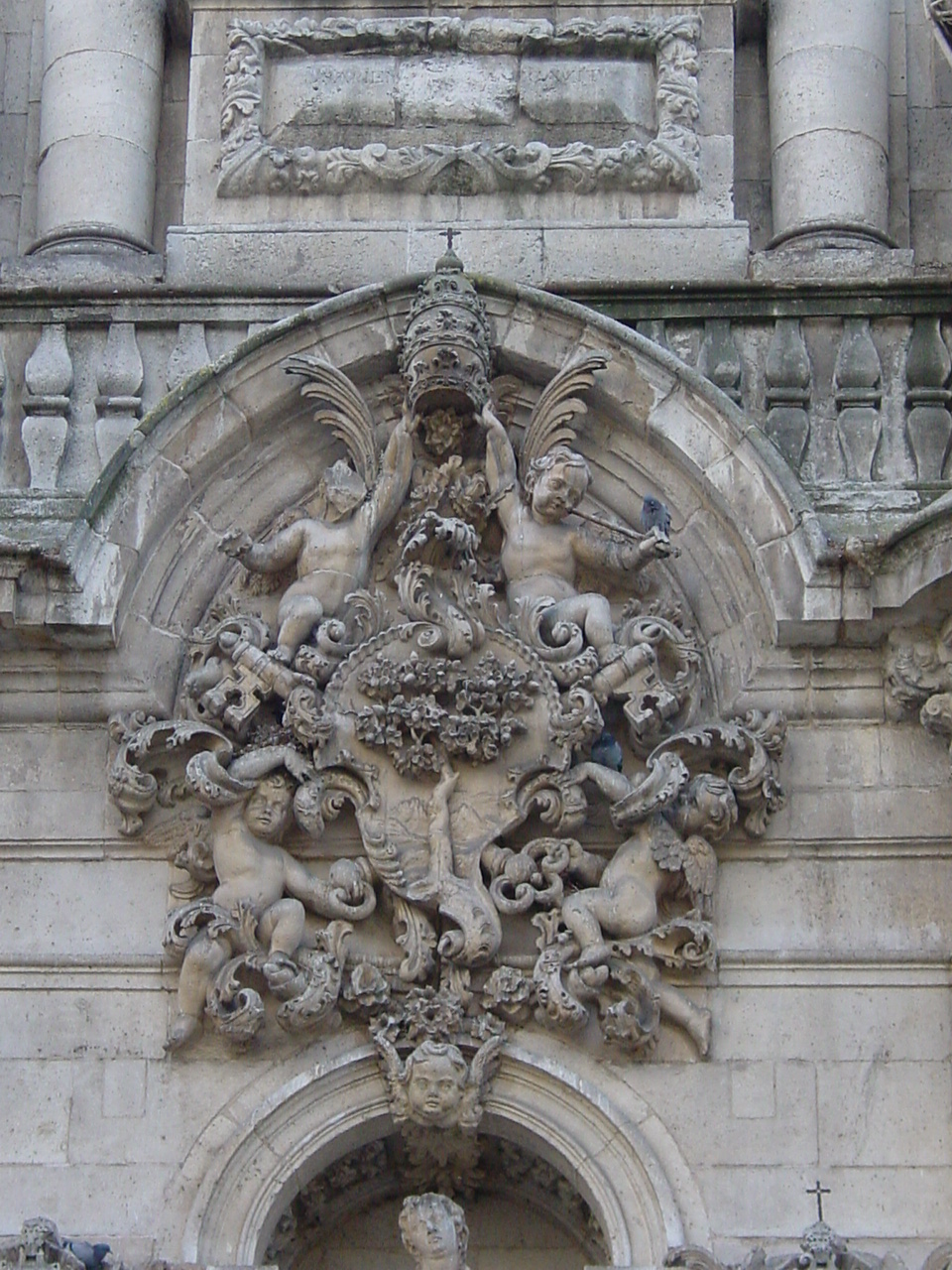
El escudo de la Universidad esculpido en la fachada.

El eje central de la fachada acentúa esta verticalidad mediante cuatro columnas corintias de orden gigante sobre alto pedestal, dos a cada lado de la portada, entre las que se dispone cuatro hornacinas con estatua que alegorizan las Ciencias y las Letras. A los lados de la puerta, en el piso inferior, la Retórica y la Geometría, y en el superior la Teología, flanqueada por la Ciencia Canónica y la Ciencia Legalis. En el ático, sobre las columnas, se dispone la Astrología, la Medicina, la Filosofía y la Historia.
Por encima, un frontispicio, que repite la articulación de la parte inferior, alberga la estatua de la Sabiduría, -una matrona pisando a la ignorancia-, y remata en un ondulante frontón abierto en un óculo.
La realización escultórica es obra de la familia Tomé, en la que interviene tanto Antonio, el padre, como los hijos, Narciso y Diego.
La decoración se completa con guirnaldas, tarjetas y escudos, tarea en la que intervienen Alonso Carnicero, Manuel Gutiérrez, Juan de Lazbal, Francisco de Lazbal y Manuel Barredo.
El escudo de la Universidad, con el Árbol de la Ciencia y la tiara -emblema del carácter pontificio de la Universidad- se sitúa en el centro.
La fachada remata con un movido entablamento y balaustrada, sobre la que emergen las estatuas de los reyes protectores de esta Universidad: Juan I, Alfonso VIII, y Enrique III de Castilla y el rey Felipe II de España.
Un espacioso atrio, delimitado por dieciséis columnas rematadas con figuras de leones sosteniendo el escudo real, precede a la fachada y contribuye a su mejor contemplación. Entre los estudiantes existe la superstición de que quien cuenta estos leones, jamás terminará sus estudios.

## En la actualidad

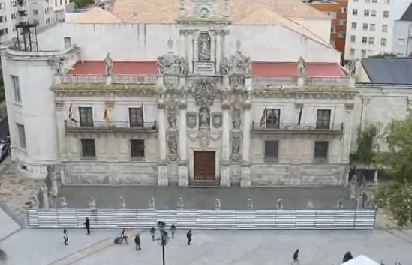
Fachada de la Facultad de Derecho vallada por desprendimientos.

Durante los últimos meses y en especial en mayo de 2013, se produjeron varios desprendimientos de piedras probablemente debidos a la lluvia incesante que, mezclada con el CO2 de la contaminación, actúa como un ácido sobre la piedra caliza de la histórica fachada.
Uno de esos trozos de piedra, que puso en alerta a la sección de Patrimonio de la Universidad, tenía un peso de seiscientos gramos. A consecuencia de esto, la Universidad valló el perímetro que rodea la fachada por el temor a que los desprendimientos produjeran lesiones a alguien, y por ahora, no tiene fecha de retirada.

"Dimos la orden de cerrar la puerta y poner un vallado, porque puede suponer un riesgo para las personas que pasan por allí a diario, y además vamos a hacer un estudio en profundidad por parte de equipos técnicos ajenos a la Universidad para ver cuál puede ser el estado de la fachada y el coste de su reparación o rehabilitación. La fachada tiene problemas desde hace bastante tiempo, desde el 2009, concretamente. Ese año hubo un primer informe que hizo la Unidad Técnica, que decía que había algún deterioro en la fachada, líquenes y demás, pero no una patología importante", explica Antonio Orduña, vicerrector de Patrimonio de la UVA.

Hace tres años se detectó un desprendimiento, pero «cayó hacia el interior, hacia el tejado, y no originó ningún problema, eran piedras pequeñas», señaló el vicerrector.
La reparación de la fachada barroca, se calculó con un coste de alrededor de 400.000 euros.
La Unidad Técnica de Arquitectura de la UVA planteó la posibilidad de sustituir las esculturas de la fachada por réplicas para poder conservar las originales en un museo. La situación de la fachada es grave, aunque no tan urgente como si corriera riesgo de derrumbe, ya que la mayor parte de los desprendimientos que motivaron el vallado del perímetro pertenecían a la restauración que se hizo 25 años atrás, y que se mostró, con el tiempo, poco adecuada para este tipo de piedra y el clima de la ciudad. La fachada, además, está orientada al norte, y algunas de las figuras, sobre todo las situadas por encima de la balaustrada, sufren grandes contrastes de temperatura.
A modo de prevención, está previsto que se instale un sistema electrostático antiaves para intentar evitar en lo posible los problemas derivados de la presencia de palomas en el friso de la fachada, ya que sus excrementos han dañado gravemente grandes zonas del monumento, especialmente en los grupos escultóricos. Por otro lado, también se va a acometer lo que se conoce como cámara bufa, que  permitirá que la humedad que se acumula en la base de la fachada, por debajo del nivel del suelo, y que después asciende por toda la pared dañándola, se evapore. Esto aliviará, cara al futuro, el sufrimiento de la piedra y evitará daños mayores.

### Restauración y trabajos[3]
En marzo de 2015 y tras seis meses de trabajos y dos años de estudios previos, se completaron las actuaciones de rehabilitación, restauración y mejora de la fachada de la facultad. Según la UVa el coste ascendió a 248.237 y fue llevada a cabo por Cabero Construcciones bajo la dirección del arquitecto Juan Carlos Arnuncio. La restauración acusó del nefasto estado de la fachada a la contaminación atmosférica, las aves, y, en gran medida, a la pésima restauración recibida en 1989. Los trabajos incluyeron:
- Limpieza manual de la suciedad de las aves
- Impregnación de biocidas para la eliminación de líquenes
- Limpieza con abrasión de polvo de aluminio a baja presión
- Extracción de muestras
- Eliminación de las reposiciones de 1989
- Nuevas reposiciones de elementos, con mortero de cal y piedra de Campaspero, usando armaduras y anclajes de fibra de vidrio y/o acero inoxidable.
- Consolidación de la piedra antigua con mortero de cal y repaso de juntas
- Realización de catas
- Limpieza de gárgolas y canelones
- Instalación de sistema antiaves electrostático, redes sobre el escudo y hornacinas y púas en rincones y basas.
- Ejecución de cámaras de ventilación para evitar humedad capilar en el zócalo

La obra fue tomada como una oportunidad, permitiendo acceder a los andamios a alumnos, profesores, arquitectos y personas interesadas, desarrollándose también un montaje expositivo sobre el monumento.